# Orden del Baño
La Honorabilísima Orden del Baño (anteriormente la Honorabilísima Orden Militar del Baño) es una orden de caballería británica fundada por Jorge I el 18 de mayo de 1725. El nombre deriva de la ceremonia medieval para el nombramiento de caballero, que incluía el baño (como símbolo de purificación) como uno de sus elementos. Los caballeros así honrados se conocían como caballeros del baño.
Jorge I "regularizó los caballeros del baño como orden militar". Se suele afirmar que la "revivió", pero la verdad es que nunca existió como orden, en el sentido de un cuerpo de caballeros gobernados por un conjunto de estatutos y cuyo número era repuesto cuando había vacantes.
La orden consta del soberano (el soberano británico), el gran maestre y tres clases de miembros:
- Caballero gran cruz o dama gran cruz (GCB)
- Caballero comendador o dama comendadora (KCB o DCB)
- Compañero (CB)

Los miembros pertenecen tanto a la división militar como civil. Antes de 1815, la orden tenía una única clase: caballeros compañeros (KB), la cual ya no existe. Los destinatarios de la orden son normalmente oficiales militares, veteranos o civiles.
La Orden del Baño es la cuarta más antigua de las órdenes británicas de caballería, por detrás de la Muy Noble Orden de la Jarretera, la Muy Antigua y Muy Noble Orden del Cardo, y la Muy Ilustre Orden de San Patricio. La última de las mencionadas órdenes, la cual se relaciona a Irlanda, todavía existe pero está en desuso desde la formación del Estado Libre Irlandés. Solo se han hecho dos nombramientos desde 1922, y ambos eran para hijos de Jorge V y tuvo la aprobación del gobierno irlandés; el último miembro superviviente (el príncipe Enrique, duque de Gloucester, que era también gran maestre de la Orden del Baño) murió en 1974.

## Historia

### Caballeros de la Orden del Baño

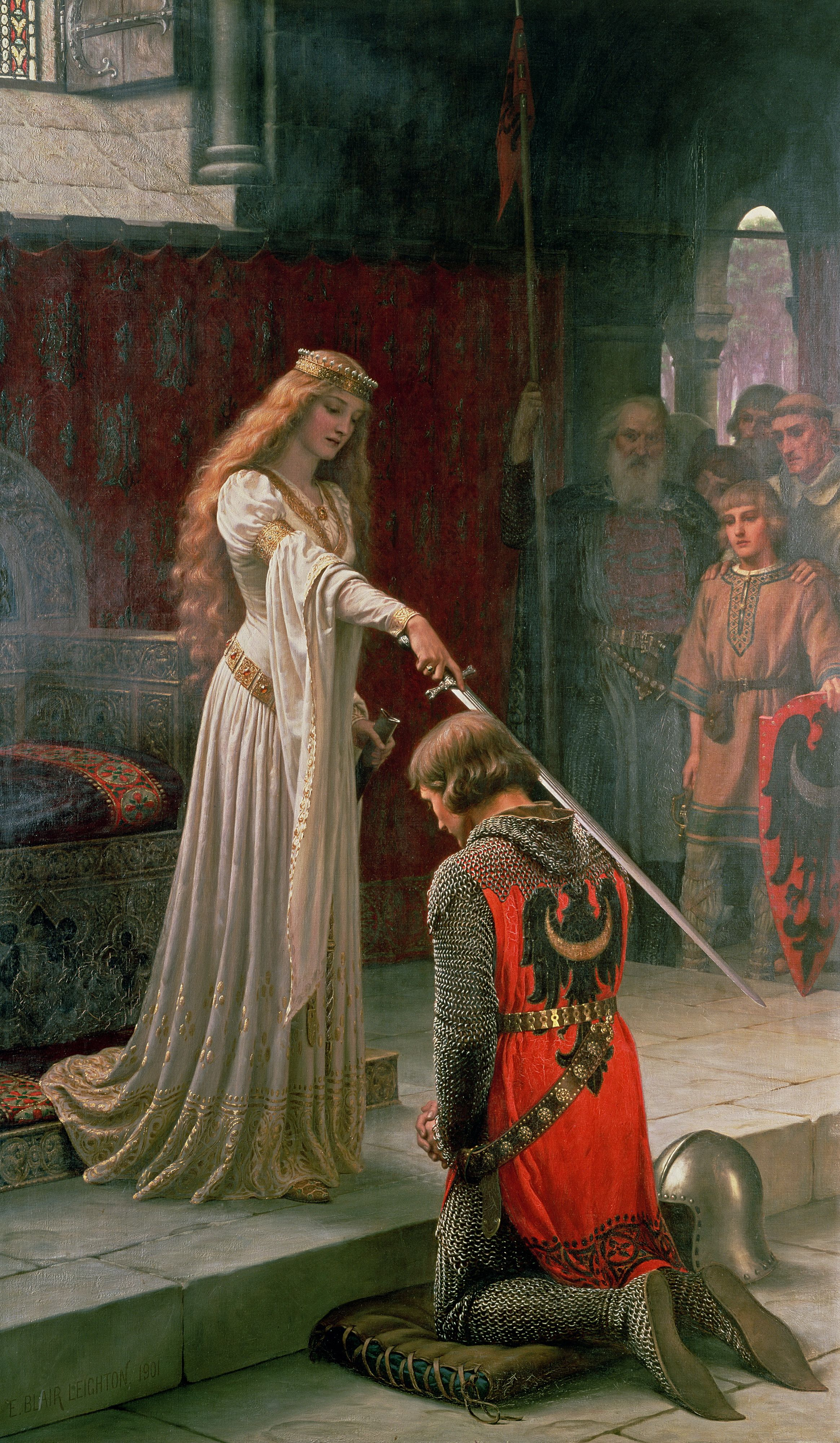
Una pintura de Edmund Leighton representando una escena ficticia de un caballero recibiendo el homenaje.

En la Edad Media el título de caballero solía concederse mediante sofisticadas ceremonias. Solía incluir la del caballero tomando un baño (posiblemente símbolo de la purificación espiritual) durante el cual era instruido en las tareas de caballería por caballeros más veteranos. Era llevado a la cama para secarse. Vestido con una bata especial, era llevado con música a la capilla donde pasaría la noche en vigilia. Al amanecer se confesaba y acudía a una misa, entonces se retiraba a la cama a dormir hasta que era totalmente de día. Era llevado entonces ante el rey, quien después de dar instrucciones a dos caballeros veteranos de abrochar la hebilla de las espuelas al talón del caballero electo, abrochaba un cinturón a su cintura, entonces le tocaba en el cuello (con una mano o espada), haciéndole caballero. Este "homenaje" era el acto esencial en la creación de caballero, se desarrolló una ceremonia más simple, confiriéndose la caballería simplemente golpeando o tocando en el hombro con una espada para ser caballero, o inclinándose el caballero, como se hace hoy. Al principio del medievo las diferencias eran que la ceremonia completa solo se usaba para gente de las familias más nobles.
Desde la coronación de Enrique IV en 1399 la ceremonia completa fue restringida para ocasiones reales de gran importancia como las coronaciones, investiduras del príncipe de Gales o duques reales, y bodas reales, y los caballeros así investidos eran conocidos como caballeros de baño. Los caballeros licenciados continuaron creándose con una ceremonia más simple. La última ocasión en la cual los caballeros del baño fueron investidos fue en la coronación de Carlos II en 1661.
Desde al menos 1625, y probablemente desde el reinado de Jaime I, los caballeros del Baño usaron el lema Tria iuncta in uno (latín: "Tres unidos en uno"), y llevando como insignia tres coronas en un óvalo plano de oro. Este fue adoptado por la Orden del Baño; un diseño similar de la insignia es todavía vestido por los miembros de la división civil. Su simbolismo sin embargo no está totalmente claro. El 'tres unidos en uno' puede hacer referencia a los reinos de Inglaterra, Escocia y Francia o Irlanda, que era sostenida (o reclamada en el caso de Francia) por los monarcas británicos. Esto correspondería a las tres coronas de la insignia. Otra explicación del lema es que se refiere a la Santísima Trinidad. Nicolás cita una fuente (aunque es escéptico sobre ella) que reivindica que anteriormente a Jaime I el lema era Tria numina iuncta in uno, (tres poderes/dioses unidos en uno), pero desde el reinado de Jaime I se eliminó la palabra numina y el lema vino a significar Tria [regna] iuncta in uno (tres [reinos] unidos en uno).

### Fundación de la orden

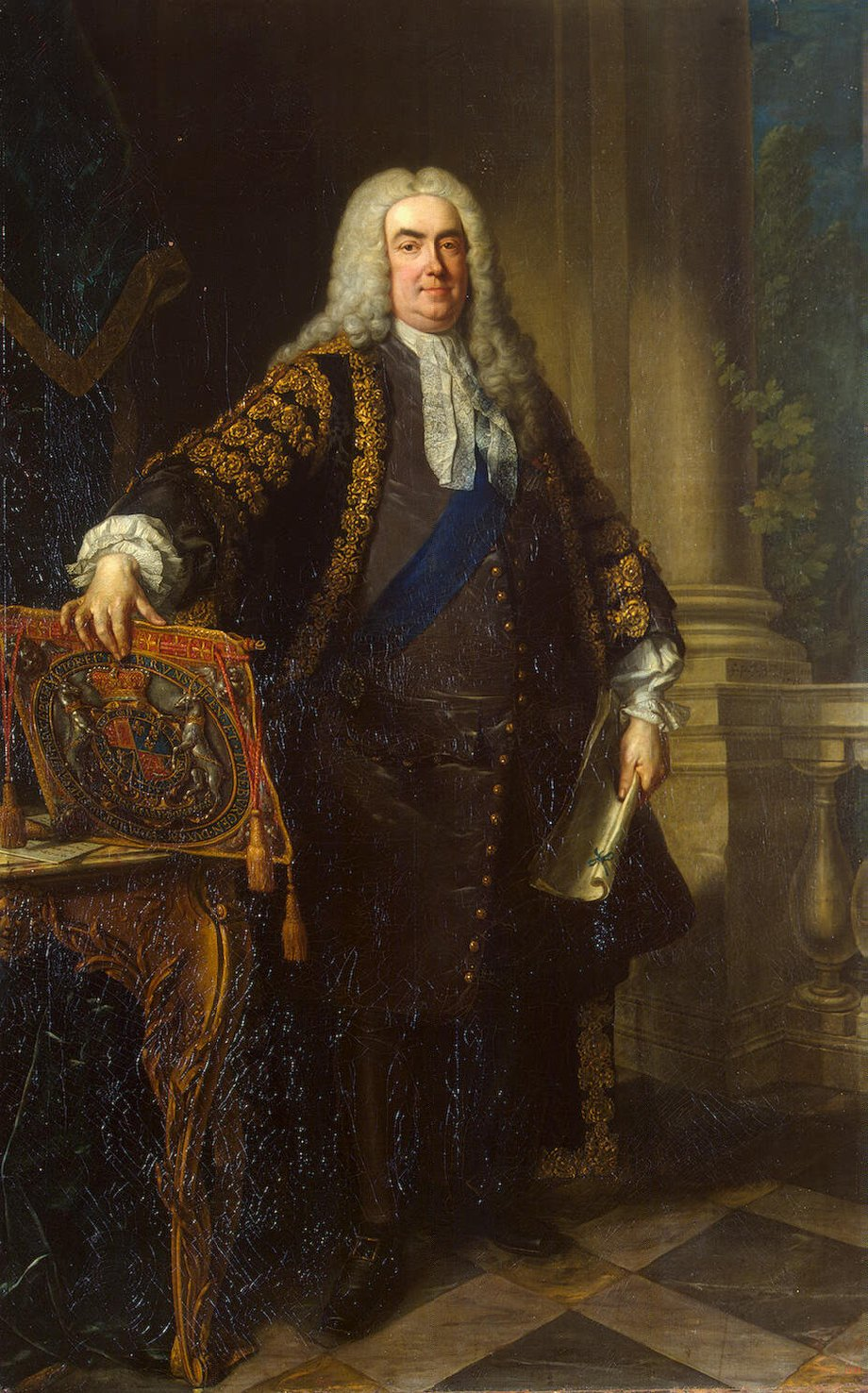
Sir Robert Walpole, primer ministro que usó la Orden del Baño como una fuente de patrocinio político

El primer precursor en el establecimiento de la orden fue John Anstis, rey de armas de la Orden de la Jarretera, el mayor oficial heráldico de Inglaterra. Sir Anthony Wagner, un reciente titular de la oficina de la Orden de la Jarretera, escribió las motivaciones de Anstis:

Según la opinión de Martin Leake las dificultades y oposiciones que Anstis encontró para pertenecer a la Jarretera lo enfrentó con los heraldos de forma que cuando al final tuvo éxito en 1718 , su principal objetivo fue engrandecerse él y su oficio a sus expensas. Es claro al menos que él intentó hacerse indispensable para el conde mariscal, que no era difícil, siendo sus principios políticos congruentes y su amistad ya establecida, pero también para sir Robert Walpole y el ministro Whig , lo cual podría no haber sido fácil, considerando su cercanía al pretendiente y las circunstancias bajo las cuales había entrado en el oficio ... El principal objetivo del siguiente movimiento de Anstis, la resurreción o institución de la Orden del Baño fue que probablemente con este hecho aseguró, el congraciamiento con el todopoderoso primer ministro sir Robert Walpole.

El uso de honores al principio del siglo XVIII difería considerablemente del moderno sistema de honores, en el que cientos, si no miles, de personas reciben cada año honores en base de acciones meritorias. 
Los únicos honores disponibles en aquel tiempo eran títulos de nobleza y baronías hereditarias, caballerías y la Orden de la Jarretera (o la Orden del Cardo para los escoceses), ninguno de los cuales fue concedido en gran número (las órdenes de la Jarretera y del Cardo estaban limitados a 24 y 16 miembros vivos respectivamente.) El entorno político era también bastante diferente del de hoy:

El soberano todavía ejercía un poder para ser tenido en cuenta durante el siglo XVIII. La Corte permaneció en el centro del mundo político. El rey estaba limitado en que tenía que elegir los ministros que dirigirían una mayoría en el Parlamento, pero la elección era suya. El líder de una administración todavía tenía que disponer de la aprobación y confianza personal del rey. Un Parlamento fuerte dependió de la capacidad de suministrar sitios, pensiones, y otras señales de favor real a los partidarios del gobierno.

La atracción de Walpole por la nueva orden era que le proporcionaría una fuente de favores que fortalecería su posición política. Jorge I agradeció el propósito de Walpole, Anstis fue comisionado para esbozar los estatutos para la Orden del Baño. Como anotamos arriba, adoptó el lema y la insignia usadas por los caballeros del Baño, así como el color de la banda y el manto, y la ceremonia para la investidura de caballero. El resto de estatutos se basaban sobre todo en los de la Orden de la Jarretera, de la cual era oficial (como rey de armas de la Jarretera). La orden fue fundada por cartas de patente bajo el Gran Sello fechado el 18 de mayo de 1725, y los estatutos promulgados la semana siguiente.

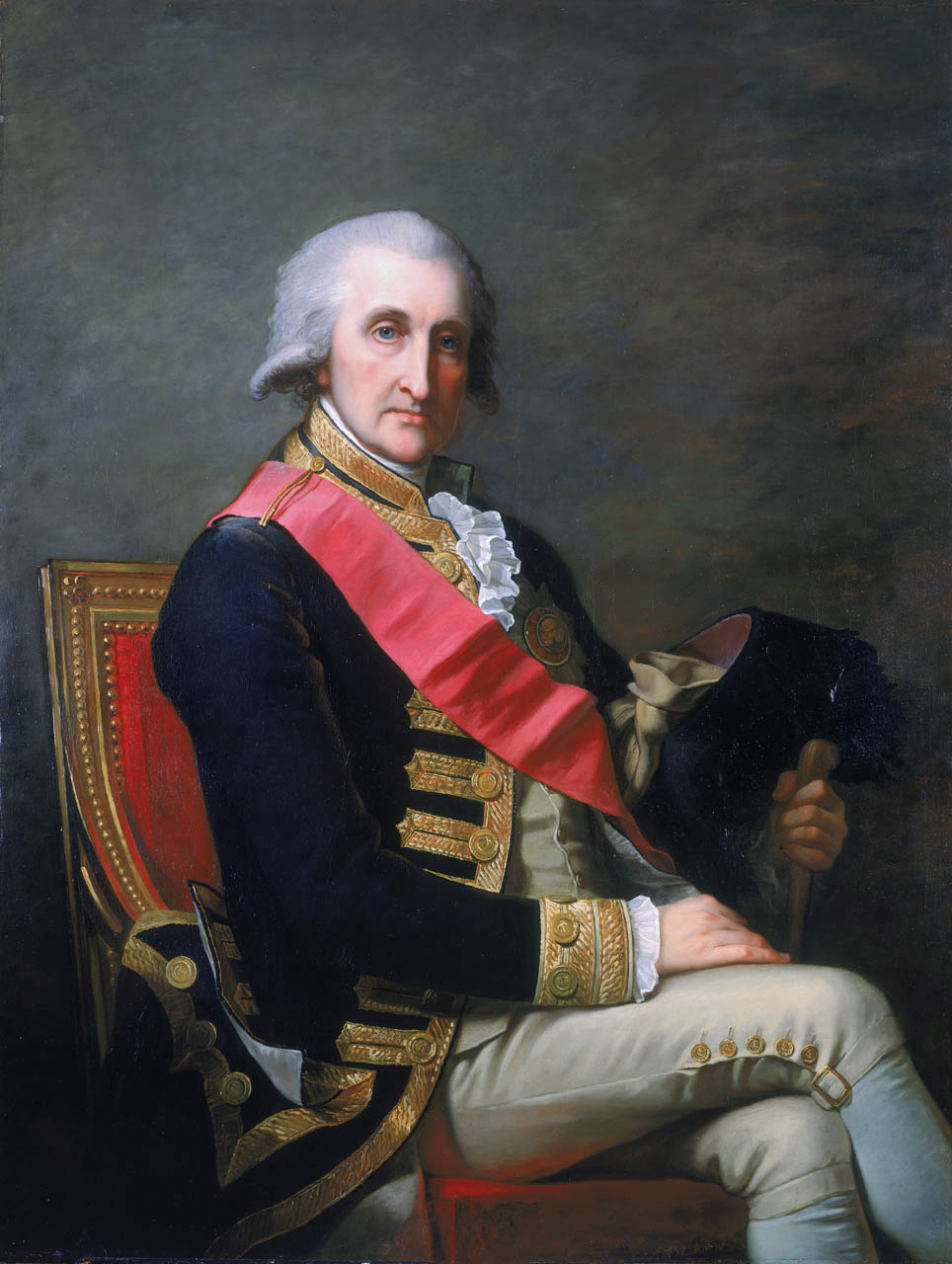
Almirante George Rodney (nombrado caballero compañero en 1780) llevando la banda y la estrella de la Orden.

La orden inicialmente constó del soberano, un príncipe de sangre real como caballero principal, un gran maestre y treinta y cinco caballeros compañeros. Siete oficiales (véase más abajo) estaban asociados a la orden. Esto proporcionaba otra oportunidad de patronazgo político, pues debían ser prebendas a disposición del gran maestre, soportado por honorarios de los caballeros. A pesar del hecho de que la Orden del Baño era representada como una orden militar, solo unos cuantos oficiales militares estaban entre los nombramientos iniciales. Ellos pueden ser divididos en categorías como sigue (note que algunos están clasificados en más de una categoría):
- Miembros de la Cámara de los Comunes: 14
- La familia real o prebendas: 11
- Diplomáticos: 4
- La familia Walpole, incluyendo el primer ministro: 3
- Oficiales de la marina y el ejército: 3
- Nobles irlandeses: 2
- Caballeros del país con nombramientos en la Corte: 2

La mayoría de los nuevos  fueron nombrados por el rey e investidos con sus gallardetes e insignias el 27 de mayo de 1725. Aunque los estatutos establecían la ceremonia medieval completa que era usada para crear caballeros, esta no era llevada a cabo, y realmente era posible que nunca se pretendiese tal, pues los estatutos originales contenían una provisión permitiendo al gran maestre dispensar a los caballeros compañeros de estos requerimientos. Los caballeros originales eran excusados de toda la ceremonia medieval excepto de la instalación, que era ejecutada en la capilla de la Orden, la capilla de Enrique VII en la Abadía de Westminster, el 17 de junio. Este precedente tuvo lugar hasta 1812, después de lo cual también fueron dispensados de la instalación, hasta su resurrección en el siglo XX. Las ceremonias, no obstante, siguieron formando parte de los estatutos hasta 1847.
Aunque los nombramientos iniciales de la orden eran sobre todo políticos, desde 1770 se incrementaron los nombramientos de la orden por éxitos navales, militares o diplomáticos. Esto es en parte debido a los conflictos en los que Gran Bretaña estuvo envuelta durante este período. La Guerra de Independencia Española causó tantos candidatos por méritos para la Orden del Baño que se promulgó un estatuto para el nombramiento de caballeros extra en tiempo de guerra, que eran adicionales a los límites numéricos impuestos por los estatutos, y cuyo número no estaba sujeto a ninguna restricción. Otro estatuto, este promulgado sobre ochenta años antes, añadió una nota militar a la orden. Cada caballero era requerido, bajo ciertas circunstancias, para suministrar y soportar cuatro hombres de armas por un periodo que no excedía cuarenta y dos días al año, para servir en cualquier parte de Gran Bretaña. Esta compañía era capitaneada por el gran maestre, que tenía que suministrar cuatro trompeteros, y también nombrar ocho oficiales para este cuerpo; no obstante el estatuto nunca se invocó.

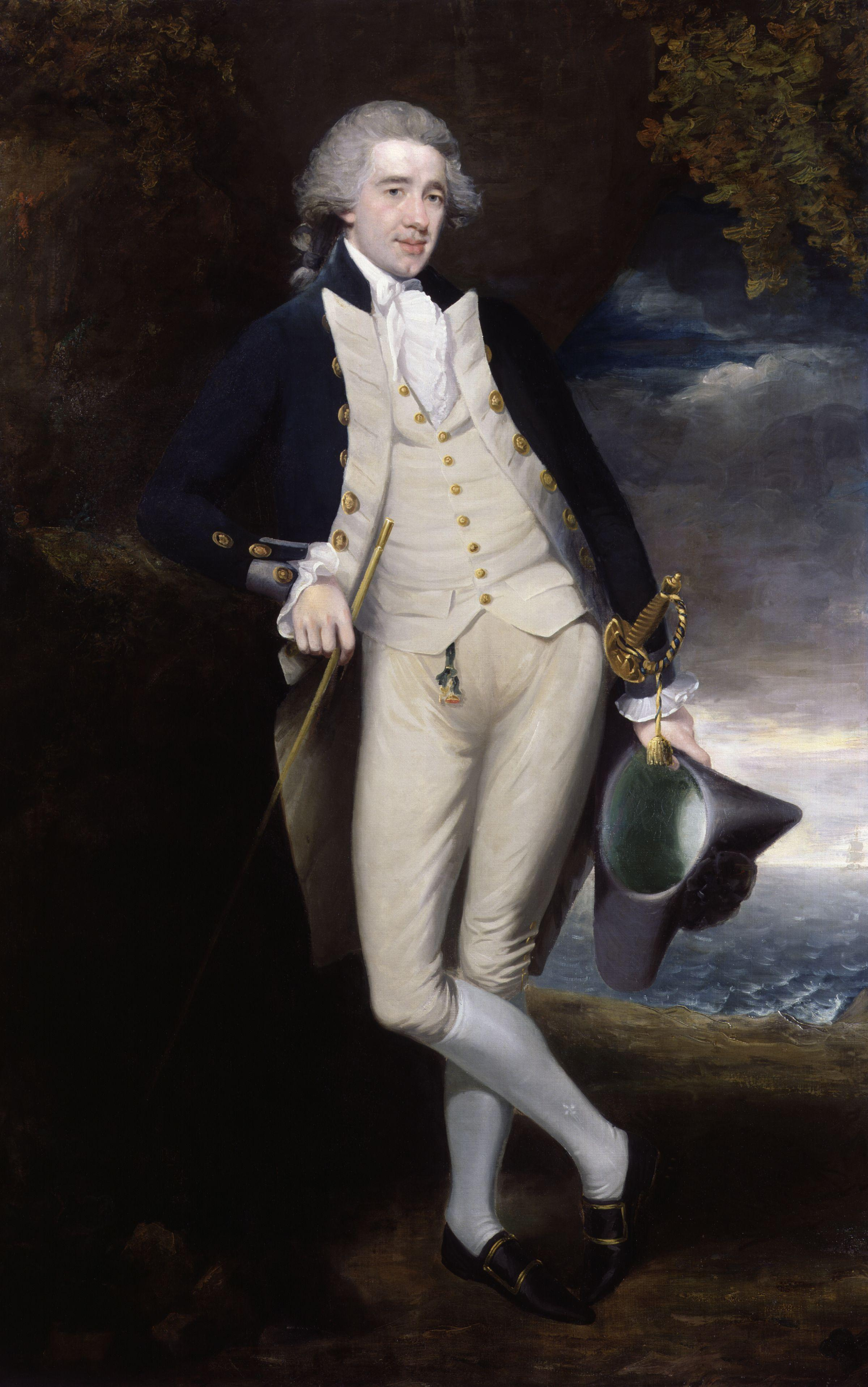
Almirante sir Home Riggs Popham nombrado caballero en 1815

### Reestructuración en 1815
En 1815, con el fin de las Guerras Napoleónicas, el príncipe regente (posteriormente Jorge IV) amplió la Orden del Baño 

al final aquellos oficiales que habían tenido la oportunidad de destacarse por grandes servicios durante la última guerra podían compartir los honores de dicha Orden, y sus nombres quedarían grabados para la posteridad, acompañados de señas de distinción que se habían ganado noblemente.

La Orden constaba ahora de tres clases: caballeros de la gran cruz, caballeros comendadores y compañeros. Los caballeros compañeros existentes (de los cuales había 60) se convirtieron en caballeros de la gran cruz; esta clase fue limitada a 72 miembros, de los cuales doce eran nombrados por servicios civiles o diplomáticos. Los miembros militares tenían que tener al menos el rango de general de división o contralmirante. Los caballeros comendadores estaban limitados a 180, excluyendo nacionales extranjeros con comisiones británicas, hasta diez que podían ser nombrados caballeros comendadores honorarios. Tenían que tener el rango de teniente coronel o capitán de navío. El número de compañeros no estaba especificado, pero tenían que haber recibido una medalla o haber sido mencionados en los despachos desde el comienzo de la guerra en 1803. Una lista de unos 500 nombres se publicó más tarde. Se nombraron además dos oficiales, un "oficial de armas para atender a los caballeros comendadores y compañeros", y un "secretario para los caballeros comendadores y compañeros" El gran incremento en número causó algunas quejas puesto que tal expansión reduciría el prestigio de la Orden.

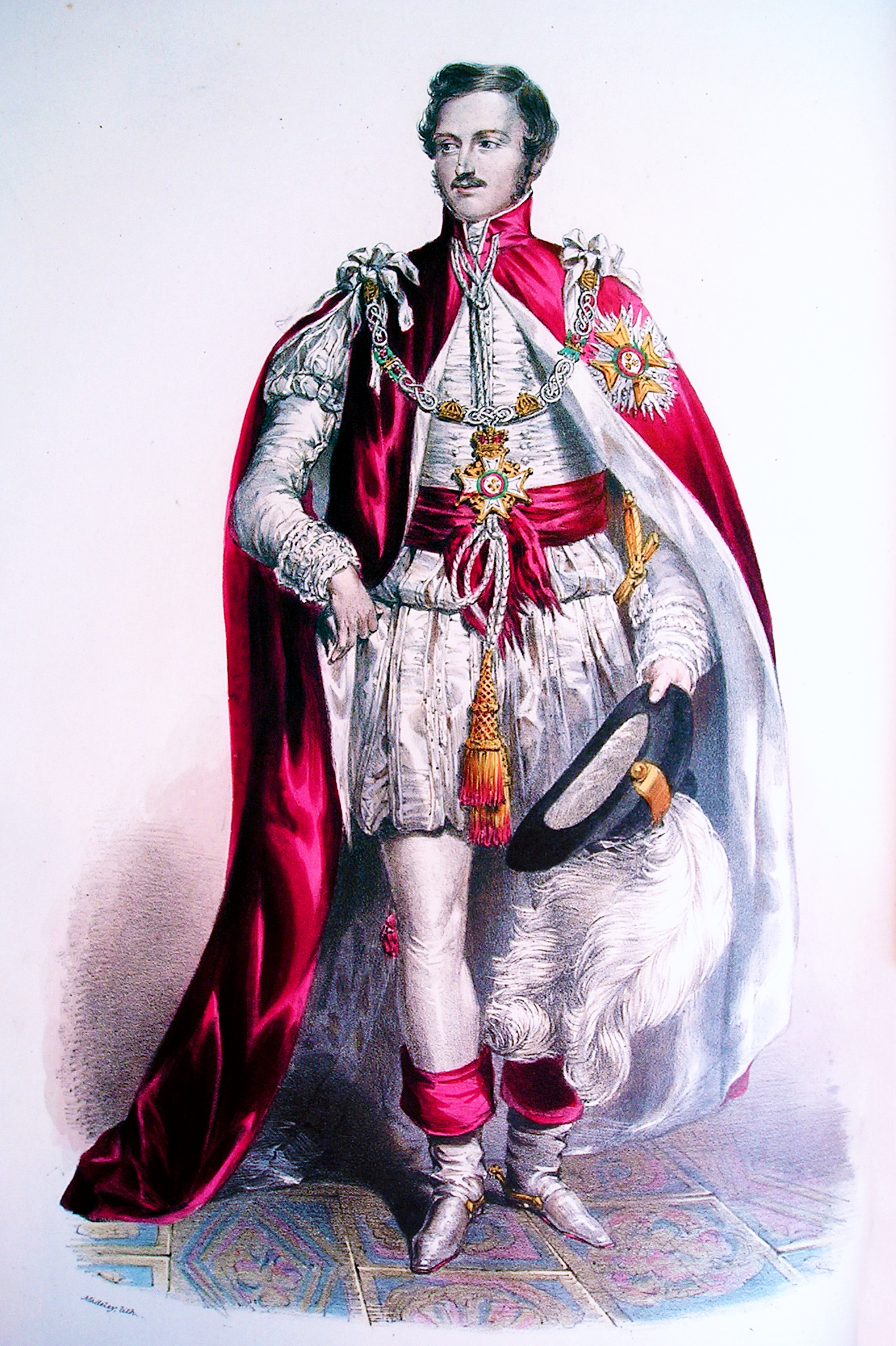
Caballero de la gran cruz vistiendo el manto sobre los trajes de época. Durante el, como se representa arriba, los vestían sobre imitaciones de vestidos del.

### La era victoriana
En 1847 la reina Victoria promulgó nuevos estatutos eliminando toda referencia a una Orden exclusivamente militar. También borró la palabra 'militar' del nombre de la Orden, esto abrió los grados de caballero comendadores o compañero a nombramientos civiles, y se establecieron las divisiones militar y civil de la Orden. Se impusieron nuevos límites numéricos, y se aprovechó la oportunidad para regularizar la extensión de 1815 de la Orden. Los estatutos de 1847 también abolieron todo el ritual medieval, no obstante se introdujo una ceremonia de investidura oficial, dirigida por el soberano vistiendo el manto y la insignia de la Orden, atendido por los oficiales y tantos GCBs como fuera posible, con sus mantos.
En 1859 se publicó una nueva edición de los estatutos; los cambios estaban relacionados principalmente a los gastos asociados con la Orden. Anteriormente la política era que la insignia (proporcionada por la corona) tenía que ser devuelta a la muerte del poseedor; la excepción eran los extranjeros que habían sido condecorados como miembros honorarios. Además a los extranjeros se les daban estrellas hechas de plata y diamantes, mientras que para los miembros ordinarios eran estrellas bordadas. La decisión se hizo para conceder estrellas de plata a todos los miembros, y sólo requerir la vuelta del Collar. La Corona también pagaba los honorarios a los oficiales de la Orden que habían sido designados para los servicios en la guerra reciente. Los honorarios fueron abolidos y reemplazados con un salario aproximadamente del mismo valor. Los oficios de genealogista y mensajero fueron abolidos, y los de registrador y secretario unidos.

### ElsigloXX
En 1910 después de su ascensión al trono Jorge V ordenó resucitar la ceremonia de Instalación, quizás movido por la primera ceremonia de instauración de la Orden de San Miguel y San Jorge, orden que era más joven, celebrada unos cuantos años antes, y la construcción de una nueva capilla para la Orden del Cardo en 1911. La ceremonia de Instauración tuvo lugar el 22 de julio de 1913 en la Capilla Enrique VII, y se han celebrado regularmente desde entonces. Anteriormente a la Instauración de 1913 fue necesario adaptar la capilla para acomodar al gran número de miembros. Se hizo una petición a los miembros de la Orden y en la siguiente Instauración se eliminó el excedente. Se formó un comité de oficiales para administrar los 'fondos de la Capilla del Baño', y con el tiempo el comité se encargó de asuntos que no eran sólo financieros.
Se realizó otra revisión de los estatutos de la Orden en 1925, para consolidar los 41 estatutos adicionales que se habían promulgado desde la revisión de 1859.
Las mujeres fueron admitidas en la Orden en 1971. En 1975, la princesa Alicia, duquesa de Gloucester, y una tía de Isabel II, se convirtieron en las primeras en alcanzar el rango más alto, dama de la gran cruz. La princesa Alicia (cuyo nombre de soltera era lady Alicia Douglas-Montagu-Scott) era descendiente directa del primer gran maestre de la Orden, y su marido, muerto el año anterior, había tenido este oficio.

## Composición

### Soberano
El soberano británico es el soberano de la Orden del Baño
como con todos los honores excepto aquellos que son regalo personal del soberano, el soberano hace todos los nombramientos de la Orden bajo el consejo del gobierno.

### Gran maestre
El siguiente miembro más veterano de la Orden es el gran maestre, de los cuales ha habido nueve:
- 1725-1749: John Montagu, II duque de Montagu[53]
- 1749-1767: (vacante)
- 1767-1827: Príncipe Federico, duque de York y Albany
- 1827-1830: Guillermo, duque de Clarence y St. Andrews (posteriormente rey Guillermo IV)
- 1830-1837: (vacante)
- 1837-1843: Príncipe Augusto Federico, duque de Sussex
- 1843-1861: Príncipe Alberto, el príncipe consorte[54]
- 1861-1897: (vacante)
- 1897-1901: Alberto Eduardo, príncipe de Gales (posteriormente rey Eduardo VII)[55]
- 1901-1942: Príncipe Arturo, duque de Connaught y Strathearn[56]
- 1942-1974: Príncipe Enrique, duque de Gloucester[57]
- 1974-2022: Carlos, príncipe de Gales (ascensión al Trono británico como Carlos III)
- 2022-2024: Vacante
- 2024-presente: Guillermo, príncipe de Gales

Originalmente un príncipe de sangre real, como el caballero compañero principal, alineado detrás del soberano. Esta posición se unificó con la de gran maestre en los estatutos de 1847. El gran maestre y caballero principal son o descendiente de Jorge I o "algún otro personaje destacado"; el titular del oficio tiene la custodia del sello de la orden y es responsable de hacer cumplir los estatutos.

### Miembros

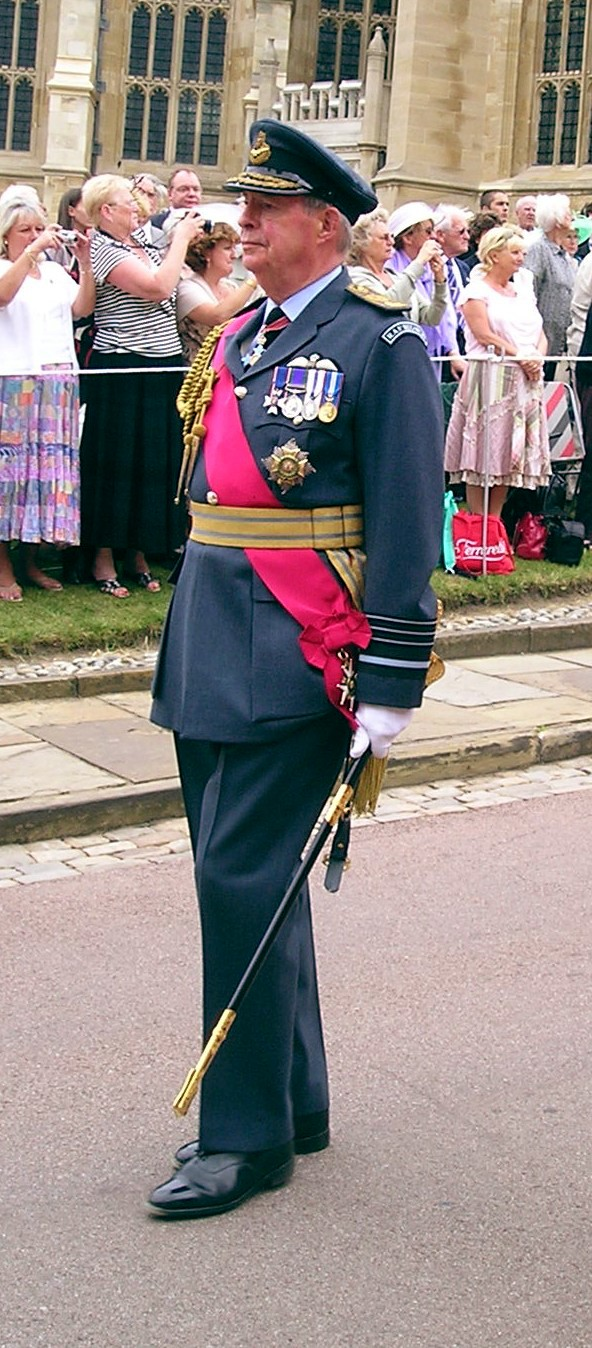
Mariscal en jefe del Aire, sir Richard Johns, vistiendo la estrella, banda e insignia de un caballero de la gran cruz militar de la Orden del Baño

Los estatutos también tienen en cuenta lo siguiente:
- 120 caballeros o damas de la gran cruz (GCB), de los cuales el gran maestre es el primero y principal
- 355 caballeros comendadores (KCB) o damas comendadoras (DCB)
- 1925 compañeros (CB).

Los miembros regulares están limitados a los ciudadanos del Reino Unido y países de la Commonwealth.
Los miembros nombrados para la división civil se deben "a sus servicios personales a la corona o por la ejecución de acciones públicas que ha merecido el favor real." Los nombramientos de la división militar están restringidos por el rango del individuo. GCBs debe tener el rango de contralmirante, general de división o vicemariscal del Aire. KCBs deben tener el rango de capitán en la Marina, coronel en el Ejército, o capitán de grupo en la fuerza aérea. CBs deben tener el rango de teniente coronel, comandante o líder de escuadrón, y además debe haber sido mencionado en los despachos por distinciones en posiciones de mando en situación de combate. Los oficiales que no están en primera línea (por .j. ingenieros, médicos) pueden ser nombrados por méritos en tiempo de guerra.
Los extranjeros que no son de la Commonwealth pueden ser miembros honorarios. La reina Isabel II estableció la costumbre de condecorar con un GCB honorario a cabezas de estado de visita, por ejemplo Ronald Reagan (en 1989), Lech Wałęsa (en 1991), George H. W. Bush (en 1993) y Enrique Peña Nieto (en 2015). A los generales extranjeros también se le daban a menudo nombramientos honorarios de la Orden, por ejemplo Dwight D. Eisenhower y Douglas MacArthur después de la Segunda Guerra Mundial, y Norman Schwarzkopf y Colin Powell después de la Guerra del Golfo.
Los miembros honorarios no cuentan para los límites numéricos de cada clase. En adición los estatutos permiten al soberano exceder los límites en tiempos de guerra u otras circunstancias excepcionales.

### Oficiales
La Orden del Baño tiene actualmente seis oficiales:
- El decano
- El rey de armas
- El registrador y secretario
- El vicesecretario
- El genealogista
- El ujier caballero de la varilla escarlata

El oficio de decano lo tiene el deán de Westminster. El rey de armas, responsable por los asuntos de heráldica, es conocido como rey de armas del Baño; él no es, no obstante, miembro del Colegio de Armas, como algunos heraldos. El ujier de la Orden es conocido como el ujier caballero de la varilla escarlata; no hace como el equivalente de la Jarretera (el ujier caballero de la varilla negra) ninguna tarea en la Cámara de los Lores.
Originalmente había siete oficiales, cada uno de los cuales recibía honorarios de los caballeros compañeros tanto por el nombramiento como cada año desde ese momento. El oficio de mensajero fue abolido en 1859. El oficio de genealogista fue abolido al mismo tiempo, pero se recuperó en 1913. Los oficios de registrador y secretario fueron unidos formalmente en 1859, aunque los dos puestos se mantuvieron paralelamente durante el siglo anterior. Se estableció un oficial de armas y un secretario para los caballeros comendadores en 1815, pero se abolió en 1847. El oficio de vicesecretario fue creado en 1925.
Bajo los reyes de la dinastía de Hanover, cierto de los oficios también tenían oficios heráldicos. El oficio de heraldo de armas Blanc Coursier estaba asociado al de genealogista, el heraldo de armas Brunswick al de ujier caballero, y el rey de armas del Baño al de rey de armas de Gloucester con jurisdicción heráldica sobre Gales. Esto fue el resultado de un movimiento de Anstis para dar a los titulares de estas prebendas mayor seguridad; los oficios de la Orden se daban a placer del gran maestre, mientras que los nombramientos de oficios heráldicos se hacían por el rey bajo el Sello Real y eran de por vida.

## Vestiduras y accesorios

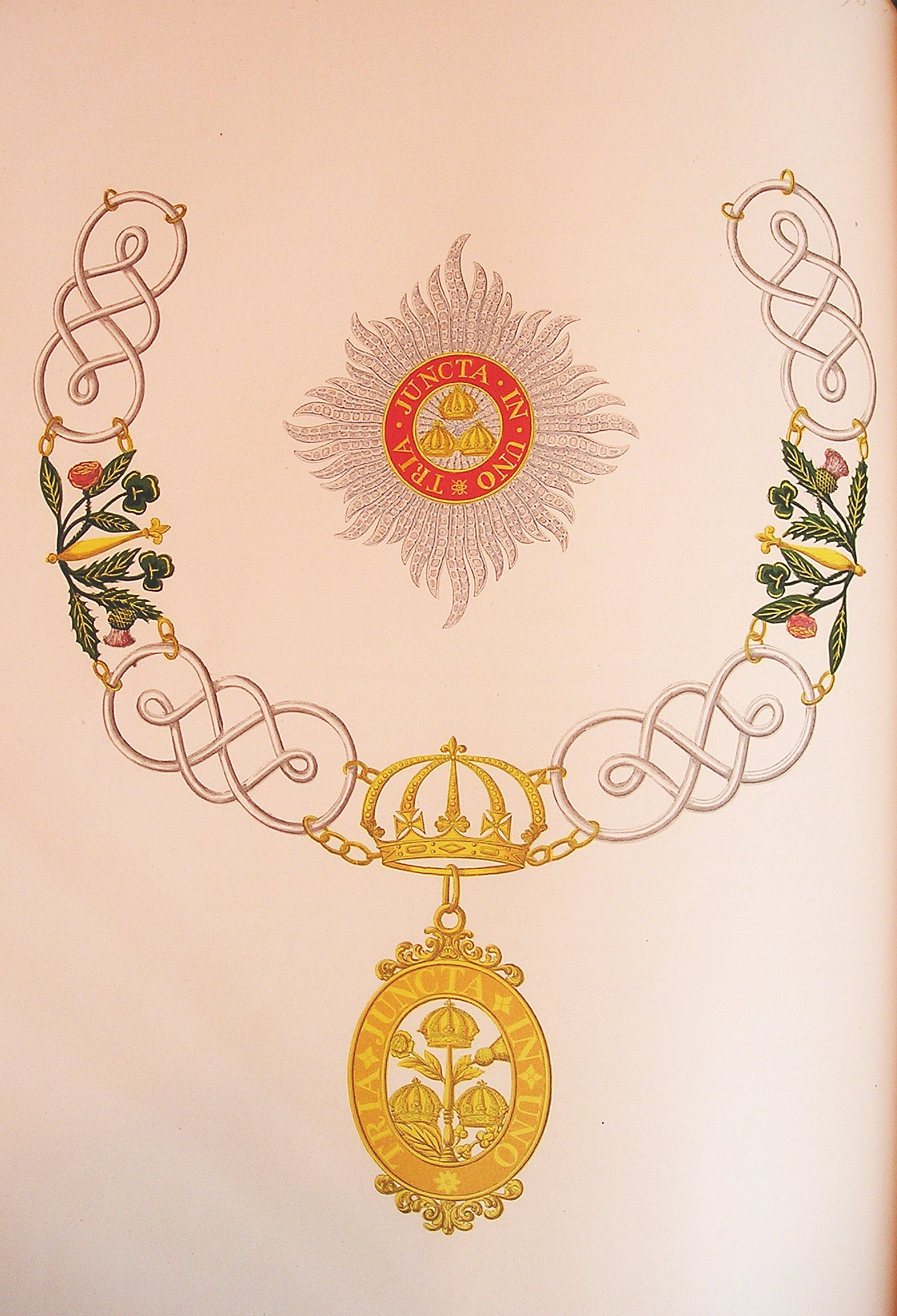
La insignia de un caballero de la gran cruz de la división civil de la orden.

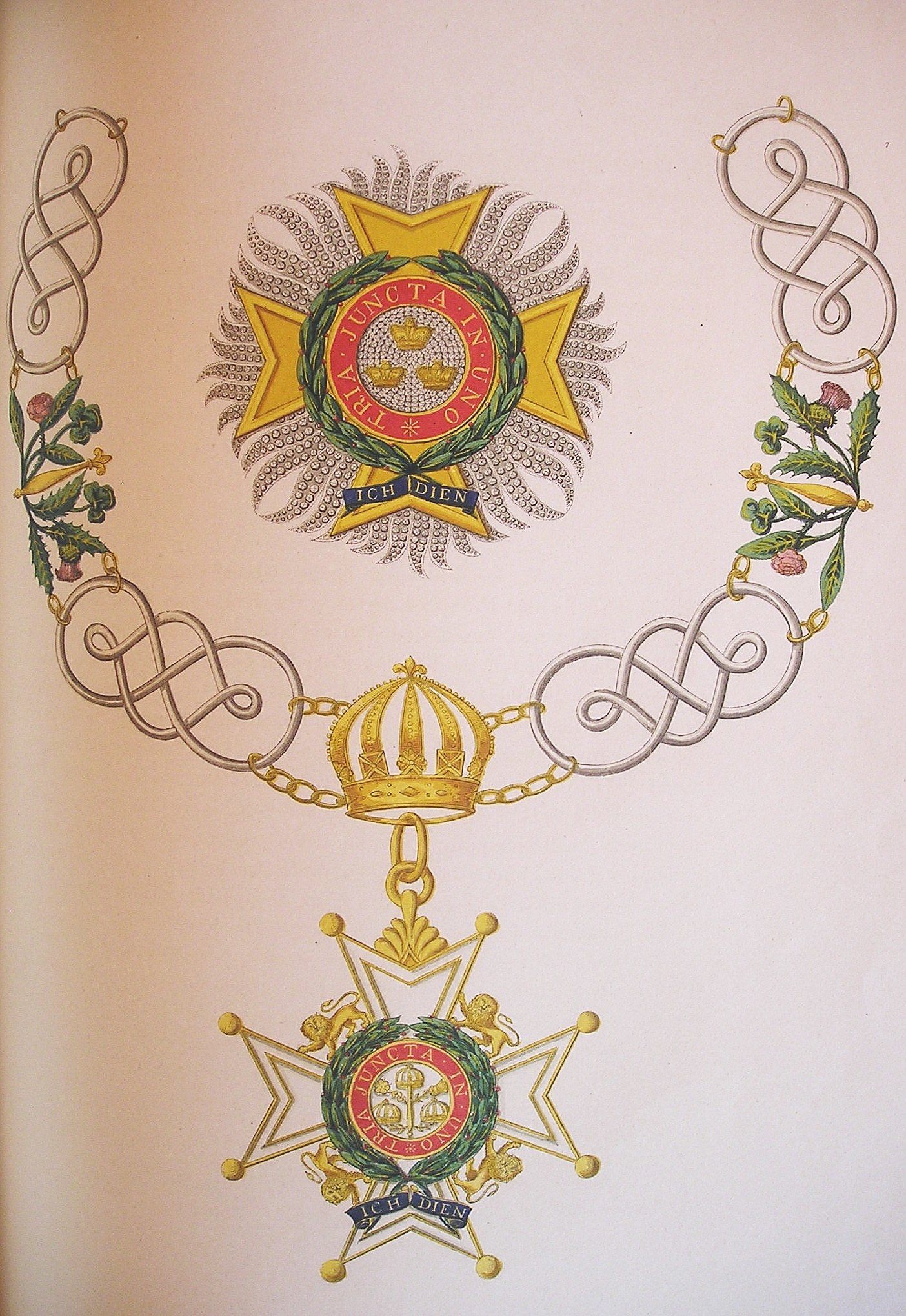
La insignia de un caballero de la gran cruz de la división militar de la orden.

Los miembros de la Orden vestían ropas elaboradas para las ocasiones importantes (tales como las ceremonias de instalación cada cuatro años y coronaciones), la cual variaba según el rango:
- El manto, es vestido solo por caballeros y damas de la gran cruz, está hecho de raso carmesí forrado con tafetán blanco. En el lado izquierdo hay una representación de la estrella (ver abajo). La capa es atada con dos borlas grandes.[76]
- El sombrero, vestido solo por caballeros y damas de la gran cruz y caballeros y damas comendadores, está hecho de terciopelo negro; incluye un penacho de plumas erguido.[77]
- El collar, es vestido sólo por caballeros y damas de la gran cruz, está hecho de oro y pesa 30 onzas (933 g). Consiste en el dibujo de nueve coronas imperiales y ocho conjunto de flores (rosas para Inglaterra, cardos para Escocia y tréboles para Irlanda), unidos por diecisiete nudos de plata.[76]

En ocasiones menos importantes, se usa una insignia más simple:
- La estrella es usada solo por caballeros y damas de la gran cruz y por caballeros y damas comendadores. Su estilo varía por rango y división; se lleva prendido en el pecho izquierdo:
  - La estrella para caballeros y damas de la gran cruz militares consta de una cruz de Malta en lo alto de una estrella de plata de ocho puntas; la estrella para los caballeros y damas comendadores militares es una cruz pattée de ocho puntas en plata. Cada una muestra en el centro tres coronas rodeadas por un anillo rojo mostrando el lema de la Orden en letras de oro. El círculo está flanqueado por dos coronas de laurel y sobre una voluta mostrando las palabras Ich dien (en alemán antiguo por "Yo sirvo") en letras de oro.[76]
  - La estrella para caballeros y damas de la gran cruz civiles consiste en una estrella de plata de ocho puntas, sin la cruz de Malta; la estrella para los caballeros y damas comendadores civiles es una cruz pattée de plata de ocho puntas. El diseño de cada una es el mismo que el de la militar, excepto que no tiene el laurel y las palabras Ich dien.[76]

- La insignia varía en el diseño, tamaño, y forma de vestir por rango y división. La insignia del caballero y dama de la gran cruz es mayor que la del caballero y dama comendadores, que a su vez es mayor que la del compañero;[78] no obstante, todas cuelgan de una cinta carmesí. Los caballeros y damas de la gran cruz llevan la insignia en una banda o faja, que va del hombro derecho a la cadera izquierda.[76] Los caballeros comendadores y compañeros masculinos llevan la insignia de una cinta atada alrededor del cuello. Las damas comendadores y compañeros femeninos llevan la insignia de un lazo en el lado izquierdo:
  - La insignia militar es una cruz de Malta de ocho puntas de oro, esmaltada en blanco. Cada punta de la cruz está decorada con una pequeña esfera de oro; cada ángulo tiene una pequeña figura de un león. El centro de la corona muestra tres coronas en el lado anverso, y una rosa, un cardo y un trébol, emanando de un cetro sobre el lado inverso. Ambos emblemas están rodeados por un anillo circular rojo mostrando el lema de la Orden, que a su vez está flanqueado por dos coronas de laurel, sobre una voluta mostrando las palabras Ich dien en letras de oro.[76]
  - La insignia civil es un óvalo plano de oro, llevando tres coronas sobre el lado del anverso, y una rosa, un cardo y un trébol, emanando de un cetro sobre el lado inverso; ambos emblemas están rodeados por un anillo mostrando el lema de la Orden.[76]

Para ciertos "días del collar" designado por el soberano, los miembros que asistan a eventos formales pueden llevar el collar de la Orden sobre su uniforme militar o traje de etiqueta. Cuando se lleva el collar (ya sea en los días del collar u ocasiones formales como coronaciones), la insignia está suspendida del collar.
Los collares e insignias de caballeros y damas de la gran cruz se devuelven a la Chancillería Central de las Órdenes de Caballería con la muerte de sus poseedores. Las otras insignias podían ser mantenidas por sus propietarios.

## Capilla

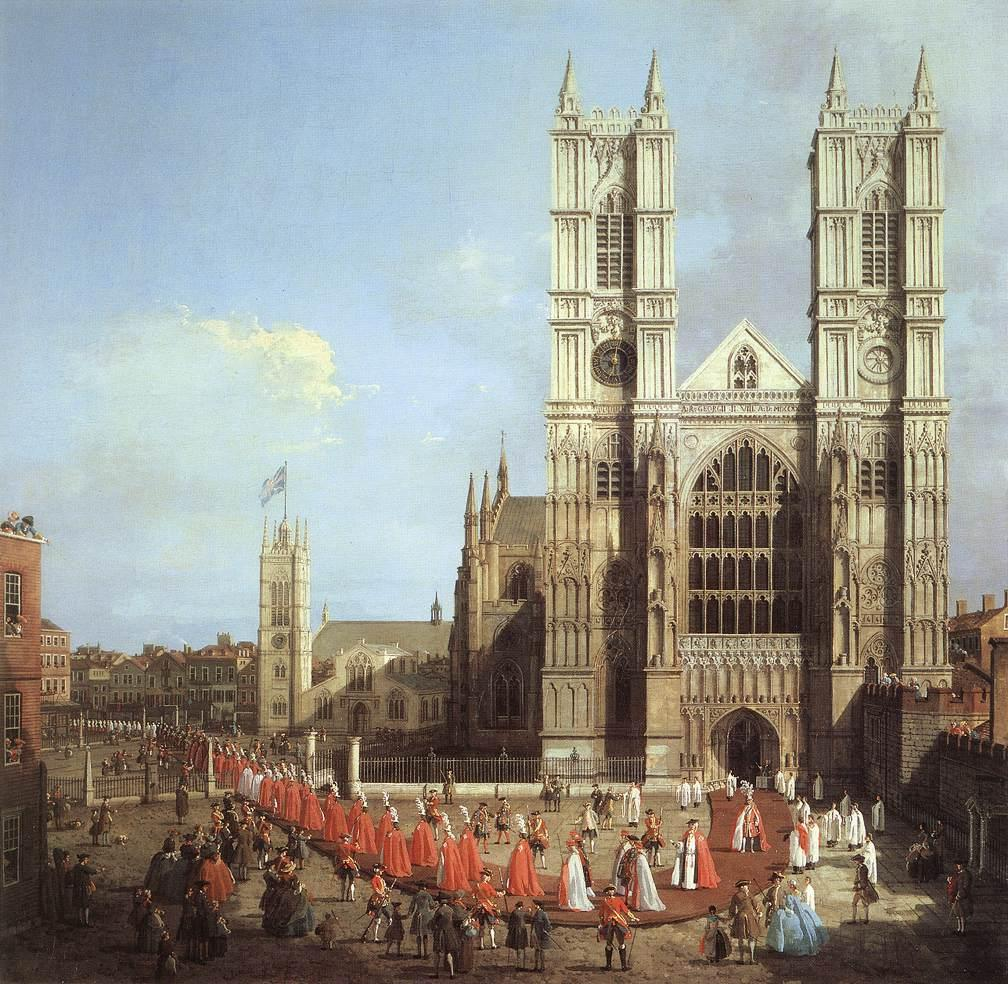
Abadía de Westminster con una procesión de caballeros del Baño, por Canaletto, 1749.

La iglesia matriz de la Orden es la capilla mariana de Enrique VII en la Abadía de Westminster. Cada cuatro años, se hace en la capilla una ceremonia de instalación, presidida por el gran maestre, y un servicio religioso; el soberano asiste de forma alterna a las ceremonias. El último servicio fue en mayo de 2006 y fue asistida por el soberano. Al soberano y cada caballero que ha sido instalado se le asigna un puesto en el coro de la capilla. Desde que hay un número limitado de puestos, sólo los miembros más antiguos de los caballeros y damas de la gran cruz son instalados. Si un puesto queda vacante por la muerte de un caballero de la gran cruz militar, se le ofrece al siguiente GCB militar más antiguo que no esté instalado, y de manera similar para vacantes entre los GCBs civiles. Las esperas entre admisión e Instalación pueden ser muy largas; por ejemplo: David Craig, Barón Craig de Radley fue nombrado caballero de la gran cruz en 1984, pero no se le instaló hasta 2006.
Sobre cada puesto, se desplegaban los elementos heráldicos del ocupante. Colgado del pináculo del puesto del caballero está su yelmo, decorado con un lambrequín y coronado por su tiara. Bajo las leyes heráldicas inglesas, las mujeres aparte de los monarcas no llevan yelmos o tiaras; en su lugar, la dama usa la diadema apropiada al rango (si es noble o miembro de la familia real).
Sobre la tiara o diadema, se cuelga el pendón heráldico del caballero o dama, blasonado con su escudo de armas. A más pequeña escala a la espalda del puesto se fija una pieza de latón (una "placa de puesto") enseñando el nombre del ocupante, armas y fecha de admisión a la Orden.
Con la muerte de un caballero, la bandera, yelmo, lambrequín y tiara (diadema o corona) se baja. Sin embargo las placas de puesto no se quitan; sino que permanecen pegadas en algún lugar del puesto, así los puestos de la capilla están engalanados con un archivo colorido de los caballeros de la Orden (y ahora Ladies) a lo largo de la historia.
Cuando se estableció el grado de caballero comendador en 1815 el reglamento especificaba que debían tener también una bandera y placa de puesto pegada en la capilla. Esto nunca se implementó (aunque alguno de los KCBs pagaron los honorarios apropiados) principalmente debido a la falta de espacio, aunque los estatutos de 1847 permitía a las tres clases pedir que se erigiera una placa en la capilla mostrando el nombre del miembro, fecha de nominación, y (para las dos clases superiores) opcionalmente el escudo de armas.

## Prioridad y privilegios
Los miembros de la Orden del Baño tienen posiciones asignadas en orden de prioridad. Las mujeres de miembros masculinos también figuran en el orden de preferencia, como hacen hijos, hijas y nueras de los caballeros de la gran cruz y caballeros comendadores; los familiares de miembros femeninos, no obstante, no tienen asignado ninguna preferencia especial. Generalmente se podía heredar la prioridad desde padres o maridos, pero no desde madres o mujeres. (Véase orden de prioridad en Inglaterra y Gales para las posiciones exactas.)
Los caballeros de la gran cruz y caballeros comendadores usan el prefijo "sir," y la damas de la gran cruz y damas comendadoras usan el prefijo "dama," en sus nombres de pila. Las mujeres de los caballeros pueden usar el prefijo "lady" en sus apellidos, pero no existe un privilegio equivalente para los maridos de las damas. Tales formalismos no lo usaban nobles ni princesas, excepto cuando se escribe el nombre en su forma completa. Además los miembros honorarios y clérigos no recibían el homenaje de caballería.
Los caballeros y damas de la gran cruz usan detrás del nombre "GCB"; caballeros comendadores usan "KCB"; damas comendadoras usan "DCB"; compañeros usan "CB".
Los caballeros y las damas de la gran cruz también tienen derecho a recibir soportes heráldicos. Además pueden rodear sus armas con una representación de la medalla (un círculo rojo mostrando el lema) con la insignia colgando y el collar; el antiguo se muestra fuera o encima del último.
Los caballeros y damas comendadoras y compañeros pueden visualizar la medalla, pero no el collar, alrededor de sus brazos. La insignia se representa colgada del collar o medalla. Los miembros de la división militar pueden rodear la medalla con "dos coronas de laurel emergiendo de una voluta azul con las palabras Ich dien", como aparece en la insignia.
Es posible revocar la pertenencia de un miembro a la Orden. Según los estatutos de 1725 las razones eran herejía, alta traición, o huir del campo de batalla cobardemente. Los caballeros compañeros podían ser degradados en la siguiente reunión del Capítulo. Era tarea del ujier caballero "arrancar la placa de puesto del caballero y desdeñarla fuera de la capilla" con "todas las marcas correspondientes de la infamia".
Sólo dos personas han sido degradadas — lord Cochrane en 1813 y sir Eyre Coote en 1816, ambos por razones políticas, más que por cualquier otra razón escrita en los estatutos. Lord Cochrane reintegrado más tarde, Coote murió unos cuantos años después de su degradación.
Según los estatutos de la reina Victoria de 1847 un miembro "condenado por traición, cobardía, felonía, o cualquier crimen infame que desprestigie su honor como caballero y hombre de honor, o acusado y no enviado a juicio en un tiempo razonable, deberá ser degradado de la Orden por una ordenanza especial firmada por el soberano". El soberano era el único juez, y también tenía el poder de restaurar a dichos miembros.
La situación hoy en día es que los miembros pueden ser cancelados o anulados, y la entrada en el registro borrada, por una ordenanza firmada por el soberano y sellada con el sello de la Orden, sobre la recomendación del ministro correspondiente. Tales cancelaciones pueden ser posteriormente revertidas.